# صخر الكربونات

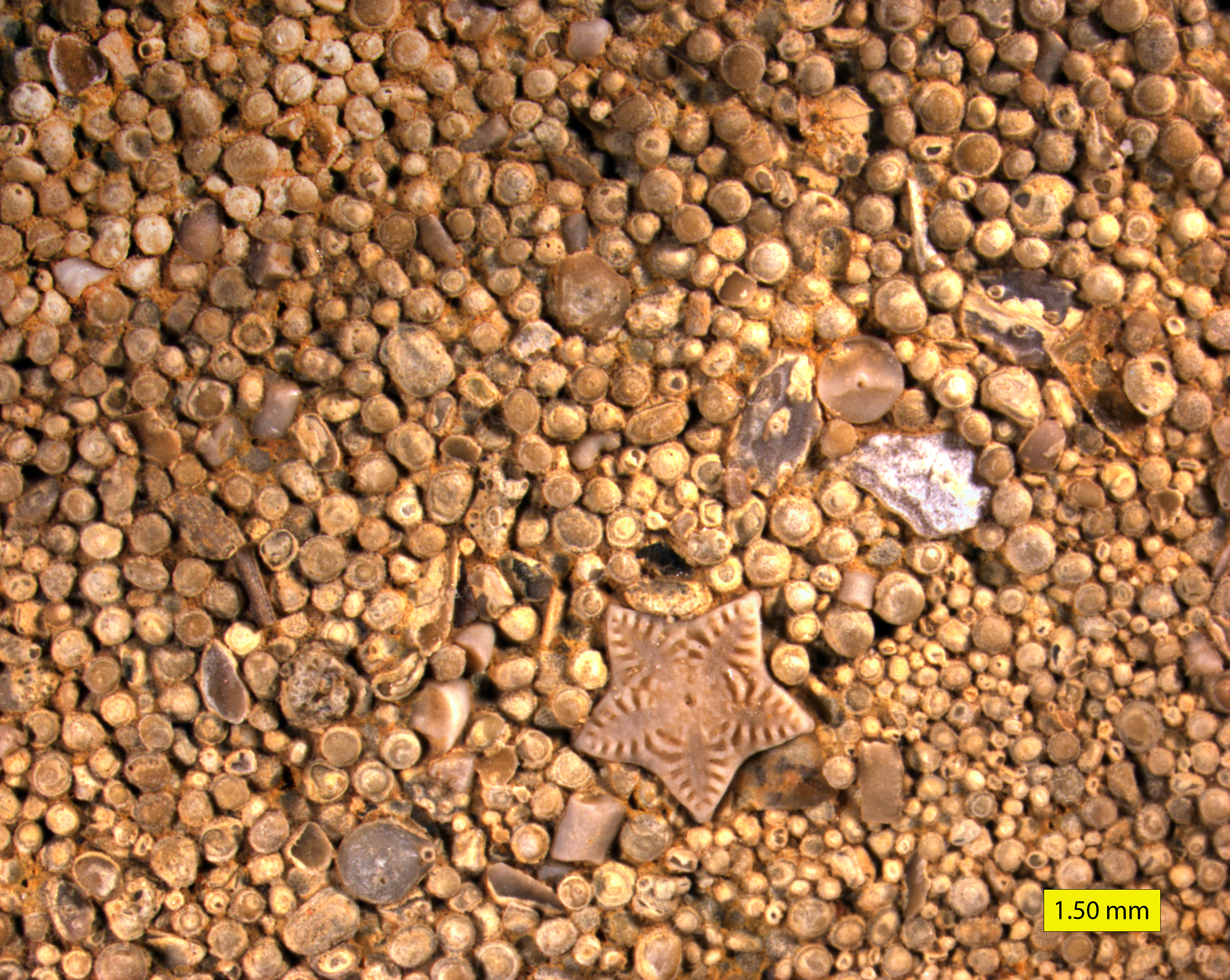

صخور الكربونات هي صنف من الصخور الرسوبية تتألف بشكل أساسي من معادن الكربونات. هناك نوعين أساسيين من صخور الكربونات وهي الحجر الجيري، والذي يتألف من الكالسيت أو الأراغونيت وهي الأشكال الطبيعية من كربونات الكالسيوم(CaCO3) ومن  صخر الدولوميت، والذي يتكون من معدن الدولوميت (CaMg(CO3)2).

## الخصائص
تعد صخور الكربونات بيئة ملائمة لتشكل الكهوف وطبوغرافيات مشابهة لطبوغرافيا كارست، وذلك بسبب انحلاليتها في المياه الجوفية ذات الحموضة الممددة.

## أمثلة
- يعد الرخام صخراً من صخور الكربونات المتحولة.
- هناك أنواع نادرة من صخور الكربونات النارية والتي توجد على شكل صخر كربوناتيت مسترسب، وحتى على شكل أندر من حمم الكربونات البركانية.

## اقرأ أيضاً
- غطاء الكربونات